# メタボール

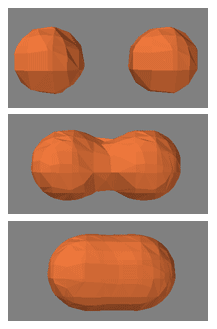
2つのメタボール

メタボール (metaball) は、コンピュータグラフィックス用語で、複数のオブジェクト同士が接近し、融合し、1つのオブジェクトとなる過程を描く、n 次元の有機的なオブジェクトを表す言葉である。数学的には、陰関数曲面の一種。メタボールをレンダリングするための技術は、ジム・ブリンによって 1980 年代初期に発明された。ブリンはblobと称したが、独立に大阪大学の大村皓一らによりこの技術は開発され、大阪大のグループがメタボールと称した。
メタボールは、それぞれ、n 次元の関数（つまり、3 次元なら {\displaystyle f(x,y,z)};。3 次元メタボールが最もよく使われる）として定義される。さらに、ソリッド・ボリュームを定義するためにしきい値が選択される。
そして、
{\displaystyle \sum _{i=0}^{n}\mathrm {metaball} _{i}(x,y,z)\leq \mathrm {threshold} }
により、点 {\displaystyle (x,y,z)} が、{\displaystyle n} 個のメタボールによって定義される面に囲まれたボリュームに含まれるかどうかが表される。
メタボールに使われる代表的な関数は、{\displaystyle f(x,y,z)=1/((x-x_{0})^{2}+(y-y_{0})^{2}+(z-z_{0})^{2})} である。ただし、{\displaystyle (x_{0},y_{0},z_{0})} はメタボールの中心である。けれども、この式には割算が含まれているので、計算量的には高コストである。したがって、通常は、近似多項式関数が使われる。
メタボールを画面上にレンダリングするためには、さまざまな方法がある。最もよく使われるのは、ブルートフォース・レイキャスティング、および、マーチングキューブ法の 2 つである。
1990年の「国際花と緑の博覧会」の富士通パビリオンで公開された立体映像中に登場する「水滴が飛び散るシーン」が、初めて広く一般向けに公開されたメタボール技術による3D映像である。
1990年代には、2 次元のメタボールがデモ効果としてよく使われた。この効果は、XScreensaver のモジュールにもなっている。

## 文献
- Blinn, James F.  "A Generalization of Algebraic Surface Drawing." ACM Transactions on Graphics 1(3), July 1982, pp. 235–256.
- T. Nishita, E. Nakamae, "A Method for Displaying Metaballs by using Bezier Clipping," Computer Graphics Forum, Vol.13, No.3, 1994, pp.271-280.